# Maria Liwijn Pinchardt
Maria Liwijn Pinchardt, född Liwijn 1698, död 1784, var en svensk grosshandlare. 
Maria Liwijn gifte sig först med grosshandlaren Daniel Burghardi (d. 1727), och blev mor till bland andra Johan Fredrik Burghardi och Anna Maria Wretman. Hon gifte 1729 om sig med grosshandlaren Leonhard Pinchart (1699-1775), vars textilfabrik levererade kamull till Långholmens spinnhus. 
Efter sin andre makes död 1775 tog hon över hans affärsverksamhet. Hon nådde stor framgång: under tidsperioden 1750-1820 var hon, jämsides med Anna Maria Wretman, Christina Fris och Anna Maria Brandel, bland de största kvinnliga köpmännen i Stockholm, och år 1780 betalade hon högst skatt av alla kvinnliga grosshandlare i Stockholm.